# 豌杂面

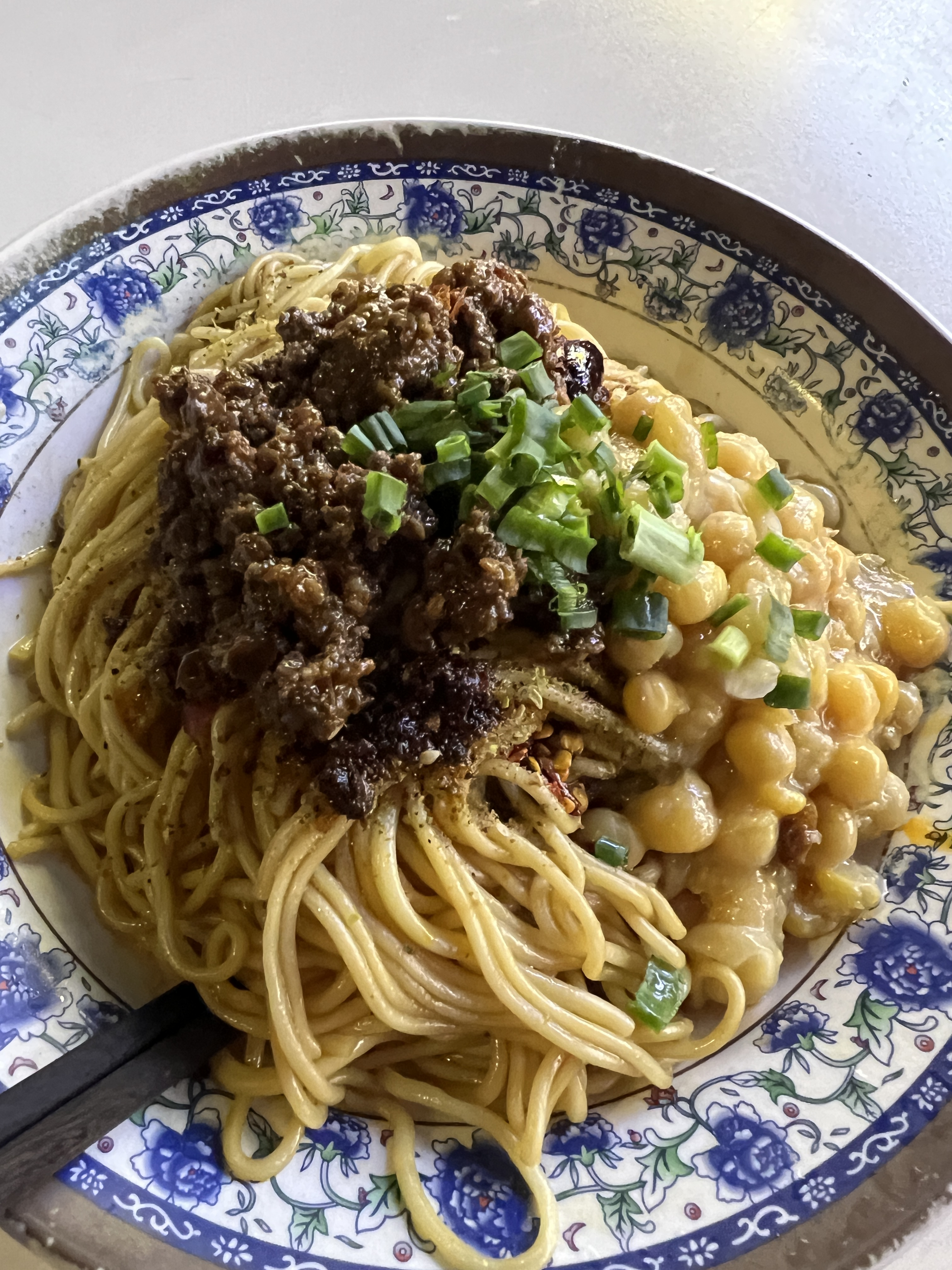
重庆豌杂面

豌杂面是豌豆杂酱面的简称，它是川菜中的一种面食，多见于贩卖重庆小面的店铺中。浇头为肉酱，并用大量煮烂的豌豆挂糊。除了麻辣之外又增加了豆香。